# Rhiannon Fish
Rhiannon Marie Fish (Calgary; 14 de marzo de 1991) es una actriz canadienseaustraliana, conocida por haber interpretado a Rocky en la serie As the Bell Rings y a April Scott en la serie Home and Away.

## Biografía
Rhiannon Fish tuvo dos hermanas, Corinne "Cory" Fish y Miranda Fish, la primera de las cuales murió en julio de 2014. A los 4 años se mudó a Melbourne junto a su familia.
En 2009, se graduó del Children's Performing Company of Australia, donde se unió a la edad de nueve años.
En febrero de 2010 se mudó a Sídney para tomar el papel de April en la serie Home and Away.
En 2010 comenzó a salir con el actor australiano Lincoln Lewis sin embargo la relación finalizó en junio de 2012.
En agosto de 2012, comenzó a salir con el cantante Reece Mastin, sin embargo la relación terminó en febrero de 2015.
Desde el 2019 sale con el actor Richard Harmon.

## Carrera
De 2003 a 2006 interpretó a Lisa Jeffries en la aclamada serie australaiana Neighbours. Lisa es la mejor amiga de Summer Hoyland. Rhiannon apenas tenía 11 años cuando se unió a la serie.
Del 2007 a 2009 interpretó a la chica poco femenina Rocky en la serie cómica y familiar As the Bell Rings.
En 2008 apareció en la película Playing for Charlie, donde interpretó a Laura.
En 2010 apareció en la serie dramática Satisfaction.
El 15 de junio del mismo año se unió al elenco de la exitosa serie australiana Home and Away donde interpretó a April Scott, hasta el 13 de noviembre de 2013, luego de que su personaje decidiera irse de Summer Bay para mudarse a París junto a su esposo Dexter Walker para continuar con sus estudios en medicina.
En agosto de 2013 se anunció que Rihannon se había unido al elenco del programa de baile Dancing With the Stars, y que su pareja sería el bailarín profesional Aric Yegudkin.
En 2016 se unió al elenco recurrente de la tercera temporada de la serie The 100, donde interpretó a Ontari, una joven guerrera.

## Filmografía

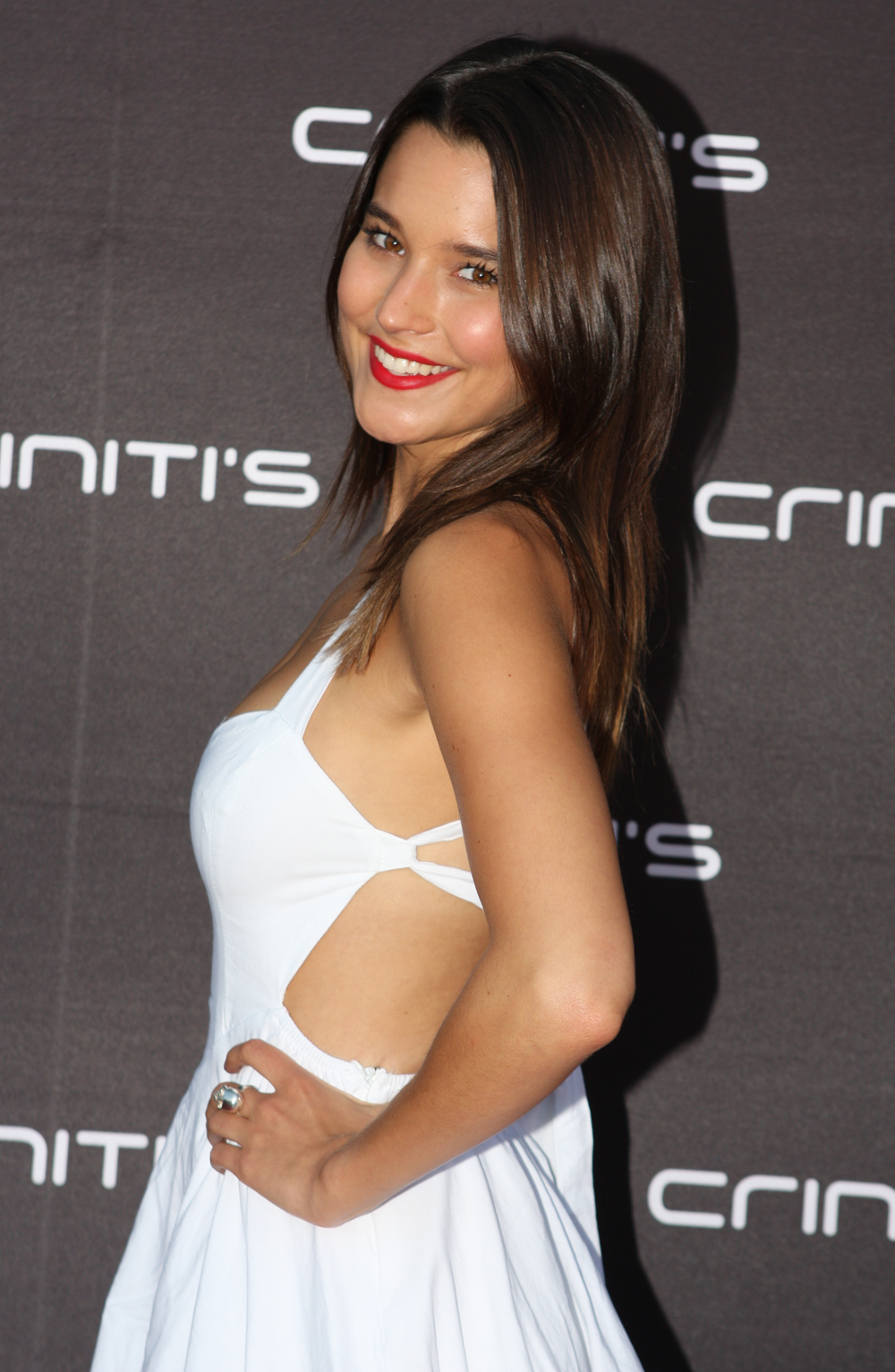

### Televisión
| Año         | Título            | Papel         | Notas         |
| ----------- | ----------------- | ------------- | ------------- |
| 2016        | The 100           | Ontari        | 7 episodios   |
| 2010 - 2013 | Home and Away     | April Scott   | 325 episodios |
| 2010        | Satisfaction      | Buffy         | 1 episodio    |
| 2007 - 2009 | As the Bell Rings | Rocky         | 14 episodios  |
| 2003 - 2006 | Neighbours        | Lisa Jeffries | 20 episodios  |

### Cine
| Año  | Título              | Papel        | Notas                                                                         |
| ---- | ------------------- | ------------ | ----------------------------------------------------------------------------- |
| 2008 | Playing for Charlie | Laura        | Junto a Jared Daperis, Shane Connor, Richard Sutherland y Mark Leonard Winter |
| 2018 | Occupation          | Vanessa      | Junto a Dan Ewing, Temuera Morrison, Stephany Jacobsen y Zachary Garred       |
| 2018 | Paid in Blood       | Jessie Lomax | Junto a Linnea Quigley y Roger Ward                                           |

### Apariciones
| Año  | Programa               | Notas                                  |
| ---- | ---------------------- | -------------------------------------- |
| 2013 | Dancing With The Stars | 11 episodios (2.º lugar) - concursante |

### Videos musicales
| Año  | Artista      | Canción        | Notas                        |
| ---- | ------------ | -------------- | ---------------------------- |
| 2012 | Reece Mastin | "Shout it Out" | Apareció en el video musical |